# XVI Festival olimpico estivo della gioventù europea
Il XVI Festival olimpico estivo della gioventù europea si è svolto dal 24 al 30 luglio 2022 a Banská Bystrica, in Slovacchia.

## Comitati olimpici partecipanti
Il 28 febbraio 2022, il CIO ha chiesto che gli atleti russi e bielorussi non possano partecipare alla competizione a causa dell'invasione russa dell'Ucraina. Il 2 marzo 2022, seguendo una raccomandazione del Comitato olimpico internazionale (CIO), il Comitato esecutivo dell'EOC ha sospeso la partecipazione di Bielorussia e Russia dalla competizione.  L'11 marzo 2022 il Comitato olimpico russo ha impugnato la decisione del Comitato esecutivo dell'EOC avanti al Tribunale Arbitrale dello Sport (TAS).
- Albania
- Andorra
- Armenia
- Austria
- Azerbaigian
- Belgio
- Bosnia ed Erzegovina
- Bulgaria
- Croazia
- Cipro
- Rep. Ceca
- Danimarca
- Estonia
- Finlandia
- Francia
- Georgia
- Germania
- Gran Bretagna
- Grecia
- Ungheria
- Islanda
- Irlanda
- Israele
- Italia
- Kosovo
- Lettonia
- Liechtenstein
- Lituania
- Lussemburgo
- Malta
- Moldavia
- Monaco
- Montenegro
- Paesi Bassi
- Macedonia del Nord
- Norvegia
- Polonia
- Portogallo
- Romania
- San Marino
- Serbia
- Slovacchia
- Slovenia
- Spagna
- Svezia
- Svizzera
- Turchia
- Ucraina

Partecipanti sospesi:
- Bielorussia
- Russia

## Programma
| OC | Cerimonia apertura | 1 | Finali | CC | Cerimonia chiusura | ● | Gare |

| Luglio               | 24 | 25 | 26 | 27 | 28 | 29 | 30  | Eventi |
| -------------------- | -- | -- | -- | -- | -- | -- | --- | ------ |
| Cerimonie            | OC |    |    |    |    |    | CC  |        |
| Ginnastica artistica |    |    | 2  | 2  | 1  | 5  | 5   | 15     |
| Atletica leggera     |    | 1  | 7  | 5  | 9  | 13 | 5   | 40     |
| Badminton            |    | ●  | ●  | ●  | 2  | ●  | 1   | 3      |
| Pallacanestro        |    | ●  | ●  | ●  |    | ●  | 2   | 2      |
| Ciclismo             |    |    | 2  |    |    | 2  |     | 4      |
| Pallamano            |    | ●  | ●  | ●  |    | ●  | 2   | 2      |
| Judo                 |    |    | 4  | 4  | 4  | 4  | 1   | 17     |
| Nuoto                |    | 2  | 8  | 6  | 5  | 11 |     | 32     |
| Tennis               |    | ●  | ●  | ●  | ●  | ●  | 3   | 3      |
| Pallavolo            |    | ●  | ●  | ●  |    | ●  | 2   | 2      |
| Finali               |    | 3  | 23 | 17 | 21 | 32 | 24  | 120    |
| Cumulativo           |    | 3  | 26 | 43 | 64 | 96 | 120 | 120    |
| Luglio               | 24 | 25 | 26 | 27 | 28 | 29 | 30  | Eventi |

## Medagliere
Nazione ospitante 
| Posiz. | Nazione              | Oro | Argento | Bronzo | Totale |
| ------ | -------------------- | --- | ------- | ------ | ------ |
| 1      | Italia               | 21  | 12      | 14     | 47     |
| 2      | Germania             | 9   | 8       | 15     | 32     |
| 3      | Spagna               | 8   | 7       | 4      | 19     |
| 4      | Regno Unito          | 7   | 5       | 6      | 18     |
| 5      | Ungheria             | 6   | 9       | 9      | 24     |
| 6      | Francia              | 6   | 7       | 4      | 17     |
| 7      | Ucraina              | 6   | 6       | 6      | 18     |
| 8      | Romania              | 5   | 8       | 6      | 19     |
| 9      | Turchia              | 5   | 8       | 1      | 14     |
| 10     | Polonia              | 5   | 5       | 10     | 20     |
| 11     | Croazia              | 5   | 4       | 0      | 9      |
| 11     | Svezia               | 5   | 4       | 0      | 9      |
| 13     | Lituania             | 4   | 4       | 2      | 10     |
| 14     | Israele              | 4   | 1       | 3      | 8      |
| 15     | Rep. Ceca            | 3   | 5       | 6      | 14     |
| 16     | Finlandia            | 3   | 1       | 3      | 7      |
| 16     | Paesi Bassi          | 3   | 1       | 3      | 7      |
| 18     | Azerbaigian          | 2   | 4       | 2      | 8      |
| 19     | Danimarca            | 2   | 3       | 5      | 10     |
| 20     | Serbia               | 2   | 3       | 1      | 6      |
| 21     | Slovacchia           | 2   | 1       | 3      | 6      |
| 22     | Grecia               | 2   | 1       | 1      | 4      |
| 23     | Belgio               | 2   | 0       | 0      | 2      |
| 24     | Georgia              | 1   | 0       | 6      | 7      |
| 25     | Svizzera             | 1   | 0       | 3      | 4      |
| 26     | Slovenia             | 0   | 4       | 1      | 5      |
| 27     | Bulgaria             | 0   | 3       | 3      | 6      |
| 28     | Estonia              | 0   | 3       | 0      | 3      |
| 29     | Portogallo           | 0   | 1       | 4      | 5      |
| 30     | Austria              | 0   | 1       | 3      | 4      |
| 31     | Lettonia             | 0   | 1       | 2      | 3      |
| 32     | Cipro                | 0   | 1       | 0      | 1      |
| 33     | Armenia              | 0   | 0       | 3      | 3      |
| 34     | Moldavia             | 0   | 0       | 2      | 2      |
| 35     | Bosnia ed Erzegovina | 0   | 0       | 1      | 1      |
| 35     | Irlanda              | 0   | 0       | 1      | 1      |
| 35     | Islanda              | 0   | 0       | 1      | 1      |
| 35     | Malta                | 0   | 0       | 1      | 1      |
| 35     | Norvegia             | 0   | 0       | 1      | 1      |
| Totale | Totale               | 119 | 121     | 136    | 376    |